# Người dọn dẹp

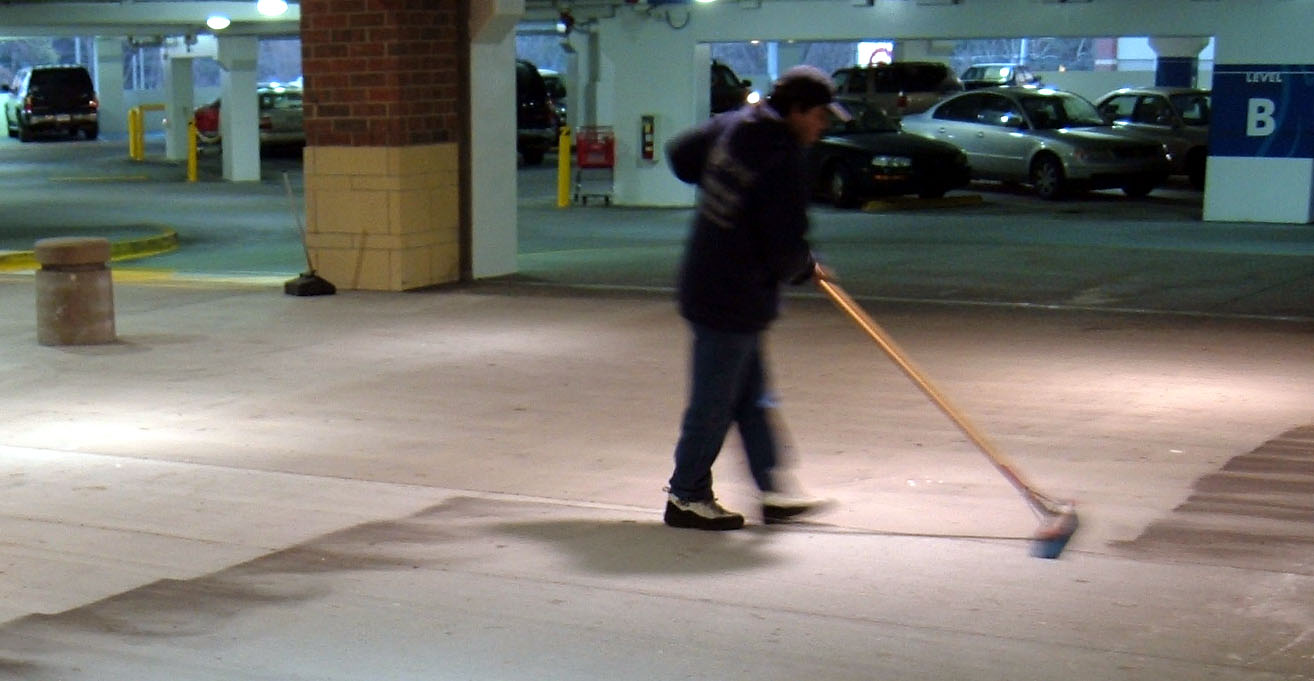
Một công nhân quét sàn nhà để xe ở Atlanta.

Người dọn dẹp hay người làm công việc dọn dẹp là một loại nhân viên công nghiệp, là người giúp việc dọn dẹp nhà cửa hoặc ở các cơ sở thương mại và họ sẽ được thanh toán khi xong việc. Nhân viên dọn dẹp có thể chuyên về các công việc làm sạch những vật dụng, máy móc, thiết bị hoặc các địa điểm cụ thể, chẳng hạn như người vệ sinh cửa sổ. Các nhân viên vệ sinh thường làm việc khi không có những nhiều người trong không gian xung quanh. Họ có thể dọn dẹp văn phòng vào ban đêm hoặc dọn dẹp nhà cửa trong các ngày làm việc.

## Các loại hợp tác vệ sinh
Ngành vệ sinh công nghiệp có quy mô khá lớn vì mỗi loại hình vệ sinh khác nhau sẽ có những yêu cầu cho các đối tượng cũng như các tính chất khác nhau. Ví dụ, đối với dọn dẹp văn phòng sẽ cần đến dịch vụ của bên dọn dẹp thương mại trong khi dọn dẹp nhà cửa lại yêu cầu dịch vụ dọn dẹp nhà ở hoặc khu dân cư. Tùy thuộc vào tính chất công việc mà các danh mục này có thể được chia nhỏ hơn nữa, chẳng hạn như dịch vụ dọn dẹp khi kết thúc hợp đồng thuê, giặt thảm, giặt ghế, vệ sinh cửa sổ, dịch vụ vệ sinh xe hơi, v.v. Các nhân viên vệ sinh thường chỉ chuyên về một lĩnh vực làm sạch cụ thể hoặc là một nhiệm vụ nhất định trong lĩnh vực dọn dẹp, và chúng ta không thể mong đợi một người vệ sinh cửa sổ có thể làm sạch một tấm thảm thật tốt. Một số loại nhân viên dọn dẹp được đề cập dưới đây.

### Người dọn dẹp căn hộ/nhà ở
Những nhân viên dọn dẹp nhà ở/ căn hộ khá dễ dàng để tìm thấy do họ chiếm một số lượng lớn, và họ thường được biết đến là dịch vụ giúp việc nhà cung cấp, người lao công, và nhân viên vệ sinh, làm sạch nước. Loại hình này chuyên về các dịch vụ dọn dẹp nhà cửa như dọn dẹp nhà cửa theo các dịp lễ, Tết, dọn dẹp nhà sau khi kết thúc hợp đồng thuê nhà, v.v.

## Thiết bị làm sạch điển hình
Dưới đây là một số vật dụng được nhân viên dọn dẹp vệ sinh sử dụng:
- Chổi / Thùng đựng bụi
- Xô đựng nước / dung dịch tẩy rửa
- Đại lý làm sạch
- Sàn đánh bóng
- Túi đựng rác
- Khăn lau bụi bằng lông vũ cầm tay và / hoặc khăn lau sàn vi sợi
- Xe đẩy cây lau nhà và cây lau nhà
- Khăn dùng để lau bàn học
- Máy hút bụi
- Dấu hiệu sàn ướt
- Máy hút bụi hoặc vệ sinh công trình

## Điều kiện làm việc
Bộ phim Bread and Roses vào năm 2000 của đạo diễn người Anh - Ken Loach đã mô tả các cuộc đấu tranh của những người công nhân quét dọn ở Los Angeles, California để được trả lương nhiều hơn và có được điều kiện làm việc tốt hơn cũng như là quyền gia nhập công đoàn. Trong một cuộc phỏng vấn với BBC vào năm 2001, Loach nói rằng có hàng nghìn nhân viên vệ sinh đến từ khoảng 30 quốc gia khác nhau đã liên hệ với ông về những câu chuyện xảy ra tương tự như những gì được thể hiện trong phim.